# Ahornbahn
Die Ahornbahn ist eine Luftseilbahn von Mayrhofen im Zillertal (Tirol) auf ein Plateau unterhalb der Ahornspitze. Sie wird von der Mayrhofner Bergbahnen AG betrieben  und hat eine Förderleistung von 1170 Personen pro Stunde.

## Ahornbahn alt
1967 beschloss der Aufsichtsrat der Mayrhofner Bergbahnen AG den Auftrag zum Bau der Ahornbahn. Zu Beginn der Wintersaison 1968 wurde der Bau fertiggestellt und die Ahornbahn feierlich eröffnet. Die Pendelbahn hatte eine schräge Länge von 2743 m und überwand einen Höhenunterschied von 1295 m. Ihre Kabinen fassten anfangs 43, später 50 Personen und fuhren mit einer maximalen Geschwindigkeit von 10 m/s (36 km/h) in etwa 7 Minuten zur Bergstation. Die Seilbahn konnte 430 Personen pro Stunde befördern. Während des Baus der neuen Ahornbahn lief sie noch bis zum 6. August 2006, als sie nach 38 Betriebsjahren, 350.000 Fahrten und 11,5 Mio. beförderten Fahrgästen stillgelegt wurde.

## Ahornbahn neu

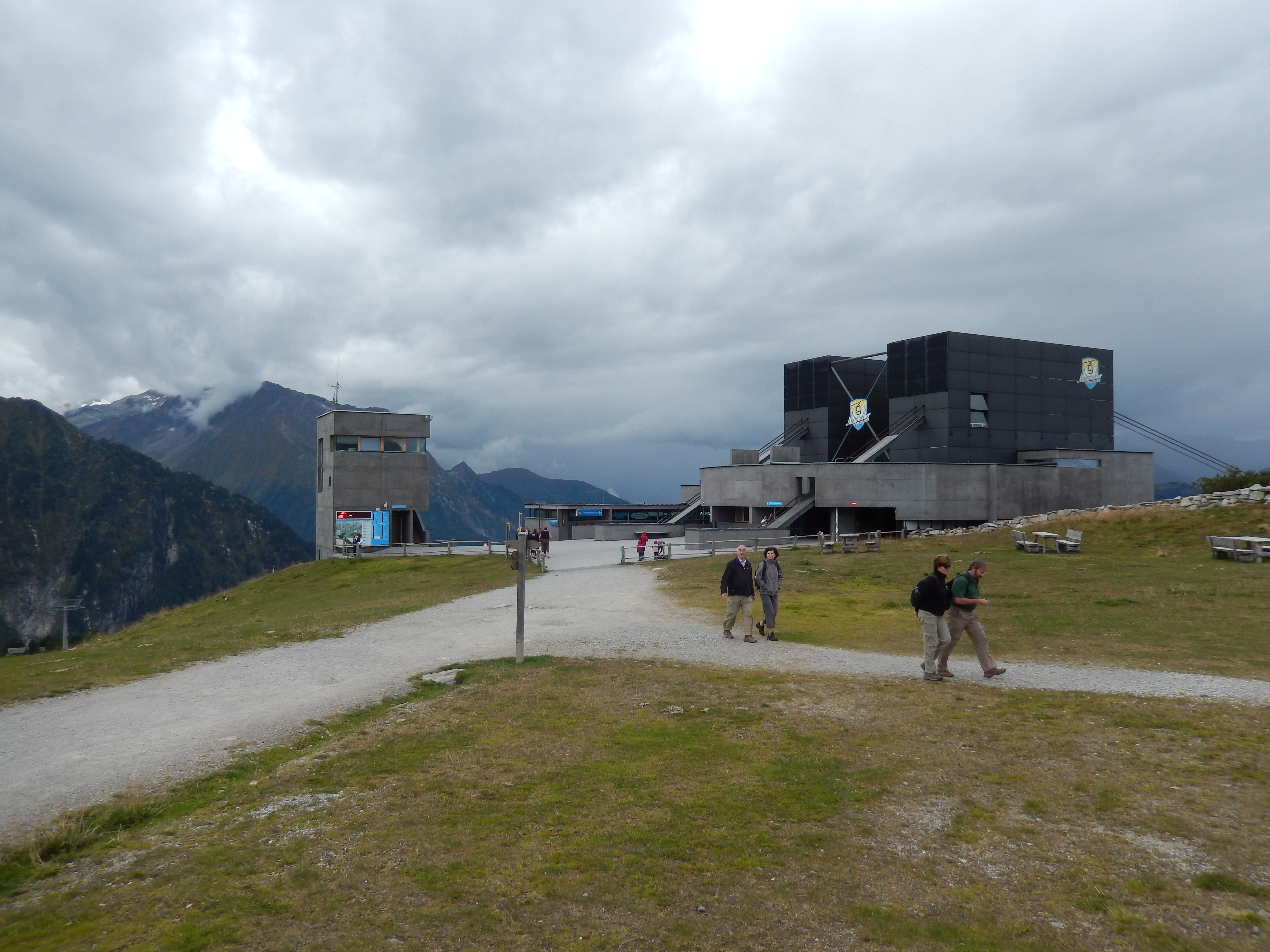
Bergstation

Im Herbst 2005 wurde in Mayrhofen mit dem Bau der Talstation der vollständig neuen Pendelbahn begonnen, im Frühjahr 2006 mit dem Bau der Bergstation auf 1966 m Höhe. Von August bis September 2006 erfolgte der Seilzug, bei dem die 70 mm starken und je fast 100 Tonnen schweren Tragseile mit drei Hilfsseilen zur Bergstation gezogen wurden. Am 18. Oktober 2006 wurde die erste Gondel mit einer Winde nach oben gezogen. Nach einem einmonatigen Probebetrieb wurde die Seilbahn am 9. Dezember 2006 feierlich eröffnet.

### Technik
Die neue Ahornbahn ist die größte Pendelbahn Österreichs (Stand 2009) und befördert bis zu 160 Personen in einer Kabine in 6,3 Minuten auf das Ahornplateau. Der Höhenunterschied beträgt nun 1300 Meter bei einer schrägen Länge von 3045 Metern. Die Geschwindigkeit beträgt, wie bei der alten Bahn, 10 m/s. Die Förderleistung ist wegen der deutlich größeren Kabinen auf 1200 Personen/h gestiegen. Die Kabinenmaße sind 9,0 × 4,6 Meter bei einer Innenhöhe von 2,2 Metern, das Leergewicht beträgt 5 Tonnen. Die Kabinen fahren an je zwei Tragseilen mit 70 mm Durchmesser und werden von einem Zugseil mit 47 mm Durchmesser bewegt.
Die Ahornbahn wurde von Doppelmayr errichtet, die Kabinen von Carvatech geliefert.